# Cantonul Tassin-la-Demi-Lune
Cantonul Tassin-la-Demi-Lune este un canton din arondismentul Lyon, departamentul Rhône, regiunea Rhône-Alpes, Franța.

## Comune
- Francheville
- Tassin-la-Demi-Lune (reședință)